# Dudswell
Dudswell är en kommun i provinsen Québec i Kanada. Den ligger i regionen Estrie, i den sydöstra delen av landet, 300 km öster om huvudstaden Ottawa. Kommunen bildades 1995 genom sammanslagning av kantonen med samma namn med bykommunerna Bishopton och Marbleton.